# 瓦埃勒河
55°42′04″N 9°33′25″E / 55.7012°N 9.5570°E

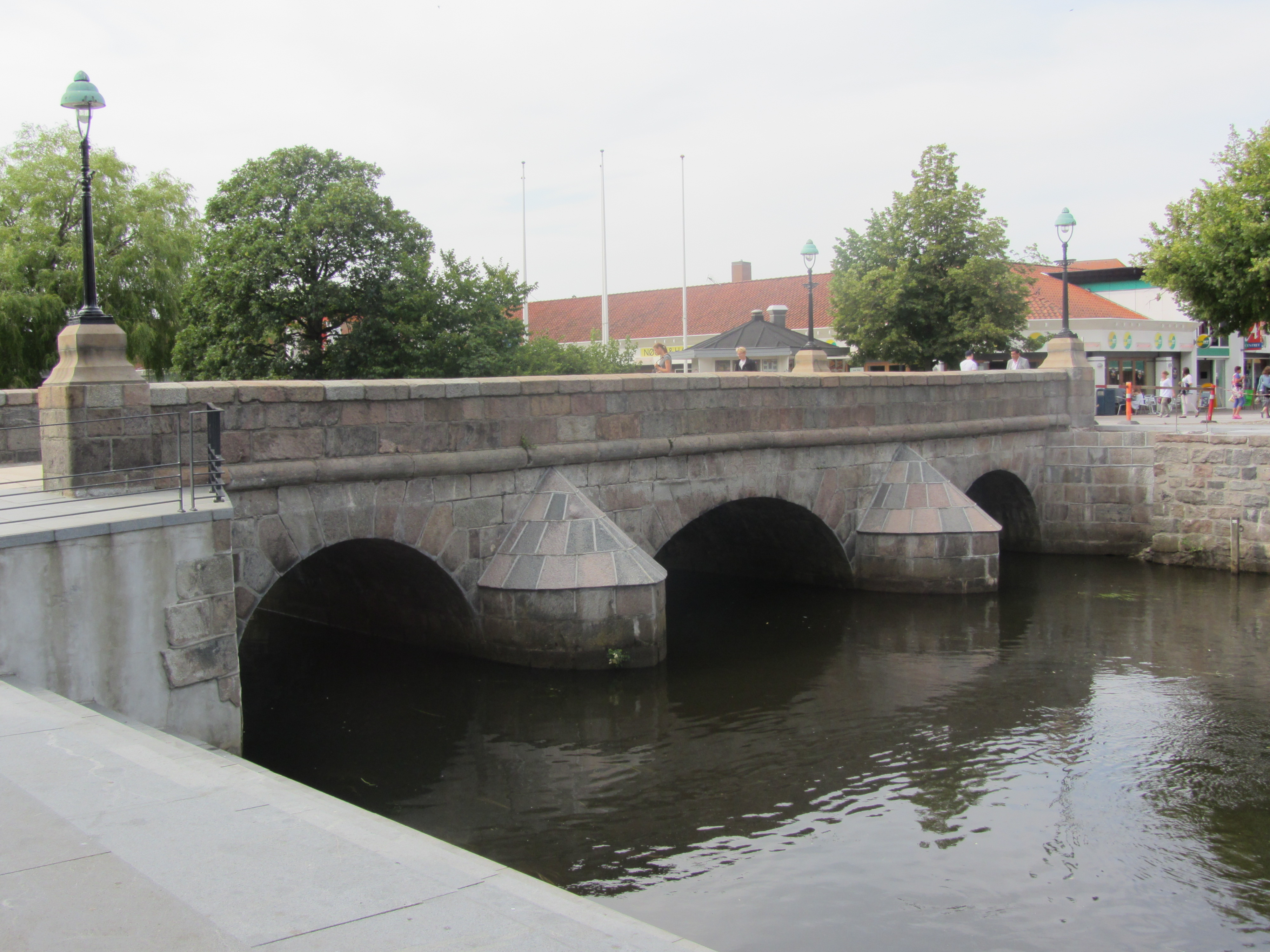

瓦埃勒河（丹麥語：Vejle Å），是丹麥的河流，位於該國南部南丹麥大區，處於瓦埃勒市镇，距離首都哥本哈根190公里，河道全長32公里，最終注入瓦埃勒灣。